# Orchestra of the Eighteenth Century

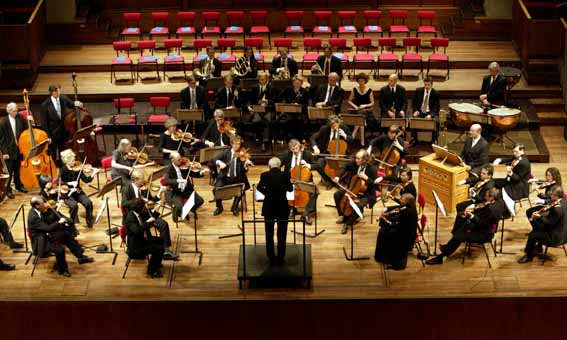
Fotografia de l'orquestra.

L'Orchestra of the Eighteenth Century (Orquestra del segle divuit) és una formació instrumental holandesa especialitzada en música antiga. Va ser fundada per Frans Brüggen I Lucy van Dael l'any 1981.
El 1984 s'incorporà al projecte en Sieuwert Verster com a gerent, càrrec que encara manté en l'actualitat. El director musical de l'orquestra va ser des del primer moment en Frans Brüggen, fins a la seva mort el 2014.
L'orquestra està formada per nombrosos intèrprets, originaris de diversos països, i tots ells toquen instruments amb criteris històrics.
Administrativament el conjunt es va formar com una col·lectivitat i, per tant, tots els membres d'orquestra es reparteixen de forma equitativa els ingressos dels concerts.
L'orquestra ha actuat al llarg dels anys a diversos països d'Europa, Amèrica, Àsia i Oceania i ha enregistrat nombrosos discs amb els segells Philips, i Glossa.